# Riley Evans
Riley Evans (Zephyrhills, Florida; 3 de junio de 1986-Ib., 28 de marzo de 2019) fue una actriz pornográfica y modelo de glamour estadounidense.

## Carrera
Hizo su primera aparición en películas para adultos en 2006. Durante su carrera se incluyen más de 75 títulos en películas de adultos. Antes de dedicarse a la filmación de películas para adultos trabajó en un table dance como bailarina.

## Muerte
Ryley Evans murió en su habitación por las complicaciones de cáncer de mama el 28 de marzo de 2019. Tenía 32 años.

## Premios
- 2009 AVN Award nominada – Mejor escena de sexo – Fucked on Sight 4[4]